# Santa Maria de Blanes
Santa Maria de Blanes, és l'església parroquial del municipi de Blanes (Selva), es un edifici gòtic que es va construir entre els anys 1350 i 1410. És una obra inclosa en l'Inventari del Patrimoni Arquitectònic de Catalunya.
L'obra es va fer en diverses etapes i de l'estil gòtic original en conserva la façana i el campanar. La portalada està emmarcada amb arcs apuntats en degradació, a sobre hi ha una rosassa i està rematada amb merlets. El campanar és de planta quadrada i té dos pisos amb doble finestral d'arcs apuntats a cada banda. A l'interior consta de tres naus.

## Descripció
L'església actual de Santa Maria de Blanes és de planta gòtica, de tres naus. La central, molt espaiosa, fa 10 metres d'amplada. Amb l'incendi del 1936 s'enderrocaren les voltes i part dels murs. Només la façana, la torre del campanar i la sagristia, degudament restaurades, resten de l'antic palau dels vescomtes de Cabrera, del qual formava part l'església gòtica de finals del S. XIV.
Ens trobem davant d'una església de tres naus (central i dues laterals), i els plànols s'encarregaren a Arnau Bargués. L'absència de capelles laterals, fa que el visitant tingui la impressió que sigui d'una sola nau i que les columnes tinguin una funció merament decorativa. L'església ofereix una bona combinació entre majestuosa i austera. La seva gran amplitud eleva l'esperit del visitant, sense desviar-lo del centre neuràlgic, l'altar major, destacat per un airós baldaquí daurat. El presbiteri rep la llum natural del gran rosetó de la façana principal, obra del mestre vidrier Lluís Rigall, que representa l'Assumpció de Santa Maria, i dels vitralls laterals. El presbiteri destaca per la seva harmonia i bellesa cromàtica amb l'altar major, el sagrari al fons, el baldaquí i les pintures murals al fresc, i la pedra del terra. A l'esquerre veiem l'escultura de Santa Anna, patrona de Blanes. L'altar major és una peça de marbre fosc polit, adornat en la seva part central amb uns relleus, i cinc plafons de bronze daurat que representen escenes de la vida de la Mare de Déu.
El sagrari està emmarcat per una fornícula, en marbre blanc amb la porta de ferro daurada. Pel que fa al baldaquí, va ser acabat en el 1946; aquest imponent baldaquí o cimbori té quatre columnes amb capitells d'alabastre adornats amb l'escut de Blanes. A la part frontal, destaca el medalló que representa la Mare de Déu Assumpta al cel. Les pintures murals del presbiteri, són al fresc i són obra de l'artista Jaume Busquets i Mollera, i el tema central és l'Eucaristia. Fent un recorregut pels laterals del temple, trobem els següents altars i elements d'interès: Altar del Roser, Altar de la Sagrada Família – va presidir les cerimònies litúrgiques als locals provisionals de l'Esbarjo els anys 40, mentre s'estava reconstruint el temple-, Altar del Ressuscitat – magnificat amb la disposició darrere seu del fresc de la Pentecosta-.
Continuant el recorregut, també ens trobem amb el Retaule del Carme, la Capella del Sant Sepulcre, així com la capella del Santíssim i la capella de la Reconciliació. Finalment, cal destacar per la seva rellevància, tres escultes capitals: la mare de Déu de Pasqua, el Sant Crist Crucificat, però sobretot la imatge de la Mare de Déu del Vilar – reproducció fidel de la imatge que es venera al Santuari de la Mare de Déu del Vilar. Dessota la rosassa es troba el cor, el lloc dels cantors on hi ha instal·lat un orgue que fou reconstruït aprofitant alguns tubs que se salvaren de la crema del trenta-sis. A la façana destaca la porta, amb quatre arcs apuntats o arquivoltes, en degradació, sostinguts per columnes. També hi ha una rosassa i està coronada per merlets. En una cantonada s'alça el campanar, de torre de planta quadrada i tres pisos amb finestrals.

## Història
Les primeres notícies que es preserven es daten del 974. Esdevé església parroquial com a tal en el 1319, perquè abans pertanyia a la parròquia de Tordera. Els vescomtes de Cabrera foren uns dels principals mecenes d'aquesta grandiosa obra, de tal manera que la vídua de Joan Ramon Folc III de Cardona, comte de Cardona i de Prades, es feu obrir l'any 1487 una balconada des de dintre el Palau que donava a l'església per poder seguir sense sortir de casa seva les cerimònies religioses. Un altre fet que demostra aquest vincle, és que Jaume i Tomàs, fills naturals del vescomte de Cabrera, van ser els primers a rebre el privilegi d'enterrar-se a l'interior de l'església en el 1417 i 18 respectivament.
A finals del segle xvii es va produir el saqueig i destrossa de la parròquia durant la Guerra de la lliga dels Augsburgs. En el 1694, les tropes franceses del General Clark atacaren el port i foren rebutjades per un gran exèrcit enviat pel virreri. Abans de fugir, però, van incendiar el poble, destruïren l'interior de la parròquia i dinamitaren el palau vescomtal. A nivell artístic, dos dels elements més representatius que posseïa l'església eren: per una banda, el retaula de l'altar major, el qual es començà el 7 de desembre de 1692. Es tractava d'una obra monumental de grans dimensions on cada una de les peces era recoberta d'un gruix d'or considerable. Estava constituït per relleus i fornícules que contenien imatges i formava un conjunt molt harmoniós, fruit del seu ampli repertori d'imatges escultòriques com la de la Verge Maria acompanyada per diversos membres del col·legi apostòlic, com de l'assimilació del lèxic arquitectònic més original, com ho testifiquen la profusió de columnes salomòniques. Mentre que per l'altra, les dues trones de forma hexagonal, ubicades a banda i banda de l'altar major, obra de l'arquitecte Antoni Gaudí, fruit de la donació feta a la parròquia, de Fèlix Massó Soler, mort a finals de l'any 1902. Un dels episodis més tristos i durs en la llarga vida de l'església, el trobem en l'incendi perpetrat el 22 de juliol de 1936. L'incendi va ser duríssim, ja que l'església va cremar durant tot el dia fins que l'estructura es va col·lapsar. Els responsables de l'incendi no varen saber ni tan sols salvar l'or que cobria els retaules. Tan sols es va salvar la façana i el campanar, tot i que després de l'incendi alguns varen intentar destruir-lo completament. Tot i això, l'actitud decidida d'alguns ciutadans ho va impedir. El 2 de febrer de 1939, amb la invasió de Blanes per part de les tropes franquistes, per tal de celebrar la santa missa i altres funcions religioses, el Centre Catòlic de Blanes va cedir els seus locals. El 3 de març e 1939, l'arquitecte de Blanes Sr. Portillo, va presentar els plànols de la nova església parroquial provisional, a l'esbarjo, on a finals d'any ja s'hi deia missa.
El 22 de juliol del 1936 va tenir lloc el catastròfic incendi que va arrasar completament tota la parròquia. Per tal de restitui l'emblemàtic temple, en el 1940 es va procedir a la constitució de la Junta General de Reconstrucció. Es va obtenir del Ministeri de l'Interior que Blanes s'acollís a la nova llei de "Reconstrucció de temples destruïts". Va afavorir molt l'ajuda de Ramón Serrano Suñer, cunyat del General Franco i Ministre d'Assumptes exteriors. Per rebre la subvenció sol·licitada obligaven a presentar signades per l'arquitecte de l'obra totes les factures de les quals el ministeri en pagava el 40%. La llei obligava que tots els projectes fossin presentats per l'arquitecte municipal. A Blanes l'arquitecte era el Sr. Portillo, el qual feu entrega a la Junta de Reconstrucció el pressupost, que pujava a 1.224.033,85 de les antigues pessetes. L'obra es començà el mes d'abril de 1940. L'arquitecte triat va ser el Sr. Francesc Folguera Grassi, però degut a una malaltia va obtenir que la comencés el seu amic Lluís Bonet i Garí, que acabà l'obra fins al cobriment d'aigües. Els interiors i el Baldaquí són obra de Folguera. L'Assumpta del Baldaquí i les pintures de l'Altar Major, són obra d'en Jaume Busquets.
L'última intervenció, tot i que molt minça en comparació amb les dues anteriors, cal datar-la entre el 2000-2001. Va tenir com a protagonista les vidrieres del rosetó, les quals molt malmeses pel pas del temps, van ser retirades per tal de ser netejades i restaurades a Barcelona. Com hem comentat anteriorment, l'any 1940 es va procedir a la pertinent reconstrucció i el dissabte 23 de desembre de 1944 el Dr. D. Josep Cartañá Ingles, bisbe de Girona, va beneir el nou temple parroquial de Santa Maria de Blanes.